# Cuexcomatitlán
Cuexcomatitlán es una localidad del estado mexicano de Jalisco. Es parte del municipio de Tlajomulco de Zúñiga.

## Toponimia
El nombre «Cuexcomatitlán» proviene de los términos en náhuatl: cuezcomatl, troje o almacén; titlan, lugar rodeado. Su significado es «Lugar rodeado de trojes».

## Demografía
| Gráfica de evolución demográfica |
|                                  |

| Censo | Población |
| ----- | --------- |
| 1900  | 354       |
| 1910  | 348       |
| 1921  | 415       |
| 1930  | 521       |
| 1940  | 545       |
| 1950  | 832       |
| 1960  | 851       |
| 1970  | 712       |
| 1980  | 1 052     |
| 1990  | 1 280     |
| 2000  | 1 695     |
| 2010  | 2 117     |
| 2020  | 2 316     |